# Ernst August Philipp von Borcke
Ernst August Philipp von Borcke, auch von Borck, (* 20. August 1766 in Kankelfitz; † 20. November 1850 ebenda) war ein preußischer Landrat. Er war von 1797 bis 1817 letzter Landrat des Borckeschen Kreises und anschließend von 1818 bis 1831 erster Landrat des neugebildeten Kreises Regenwalde in Hinterpommern.

## Leben

### Herkunft
Er stammte aus der uradligen pommerschen Familie Borcke. Sein Vater Wilhelm Friedrich Leopold von Borcke (1737–1787) war Erbherr auf Kankelfitz und Lessenthin und bis zu seinem Tode Landrat des Borckeschen Kreises. Seine Mutter Friederike Gottliebe Tugendreich war eine geborene von Winterfeld. 

### Werdegang
Borcke wurde durch Hauslehrer ausgebildet und trat bereits 1780 in die preußische Armee ein, wo er in dem in Stettin stationierten Infanterieregiment No. 7 diente. Im Jahre 1792 nahm er seinen Abschied, um die Bewirtschaftung der von seinem Vater geerbten Güter zu übernehmen. 
Bereits 1792 wurde er Kreisedeputierter im Borckeschen Kreis. Nach dem Tod des Landrates Carl Wilhelm von Borcke wurde er dann 1797 zum neuen Landrat des Borckeschen Kreises gewählt. Der Borckesche Kreis war einer der sogenannten Familienkreise in Hinterpommern. Als im Rahmen einer Kreisreform der Borckesche Kreis zum 1. Januar 1818 aufgelöst wurde, blieb Borcke von 1818 bis 1831 erster Landrat des neugebildeten Kreises Regenwalde.

### Familie
Er heiratete 1792 eine Tochter eines Stettiner Kaufmanns und Ratsmitglieds namens Sanne. In zweiter Ehe heiratete er Auguste Henriette, eine geborene von Kleist. 